# Trompa de Eustaquio patulosa
La Trompa de Eustaquio patulosa es una enfermedad rara e incapacitante donde la trompa de Eustaquio no permanece principalmente cerrada como debería, sino que se mantiene abierta o parcialmente abierta de forma continuada o intermitente. Esto puede ocurrir con una o ambas trompas y, cuando esto ocurre, causa en la persona que la padece una serie de graves síntomas tales como autofonía, diversos tipos de tinnitus, pérdida auditiva, hiperacusia, vértigo, dolores faciales, etc. Estos síntomas generan en el paciente una enorme reducción en su calidad de vida, así como una gran limitación en muchas de las actividades básicas de la vida diaria. La gravedad de algunos de los síntomas de la trompa de Eustaquio patulosa pueden suponer una gran carga para los pacientes, lo que en ocasiones conduce a la depresión o al suicidio. Esta enfermedad puede generar diversas complicaciones como la ototubaritis y, en algunas ocasiones, también puede provocar el desarrollo de colesteatoma, la cual es una alteración destructiva en el oído medio con graves síntomas que puede provocar complicaciones serias e incluso la muerte. La Trompa de Eustaquio patulosa es una forma de disfunción de la trompa de Eustaquio. Esta enfermedad rara afecta a menos del 0,3% de la población mundial, siendo aun más raros los casos en los que esta dolencia es crónica.

## Explicación y mecanismo
El funcionamiento normal de la trompa de Eustaquio es mantenerse cerrada la mayor parte del tiempo, evitando que el aire, la mucosidad, los flujos nasales, las bacterias y los ruidos internos del cuerpo accedan hacia el interior del oído medio. Además, la Trompa de Eustaquio controla la presión dentro del oído medio, igualándola con la del resto del cuerpo a través de su orificio faríngeo, el cual se abre y se cierra de forma muy rápida para compensar estas diferencias de presión. Cuando este orificio, que entra en funcionamiento al tragar y al bostezar, y que se encuentra ubicado al comienzo de la trompa de Eustaquio permanece abierto, se denomina Trompa de Eustaquio patulosa.
Normalmente, la trompa de Eustaquio se cierra bajo la influencia de los tejidos circundantes, principalmente el cartílago tubárico y la denominada almohadilla de grasa de Ostmann, y se abre solo brevemente bajo la acción de varios músculos, en particular el tensor del velo palatino y el elevador del velo palatino, los cuales, en acciones como tragar o bostezar, se contraen abriendo durante unas décimas de segundo la válvula mucosa de la trompa.
Cuando repentinamente la trompa se abre y no vuelve a cerrarse inmediatamente y, permanece parcialmente abierta o abierta por completo, comienza de forma instantánea a producir diversos síntomas severos, siendo la autofonía el primer síntoma que se percibe, lo cual provoca que los latidos del corazón, la voz y la respiración de la persona se escuchen retumbando de forma fuerte, molesta y desagradable dentro del oído, lo que conlleva una gran tensión psicológica. Debido a esto, las personas con esta enfermedad evitan hablar y realizar diversas actividades cotidianas que pueden provocar el fallo de la trompa de Eustaquio.

## Limitaciones y consecuencias
La trompa de Eustaquio patulosa es una enfermedad incapacitante debido al gran número de síntomas que produce y a la gravedad de la mayoría de estos. En ocasiones, la severidad de los síntomas de esta dolencia, como la autofonía, sumado a la situación de imposibilidad, incapacidad y soledad a la que están sometidas continuamente las personas con esta enfermedad, conducen no solo a la depresión, sino incluso al suicidio. Además, las consecuencias y secuelas que puede producir dejar la trompa abierta o parcialmente abierta pueden ser muy graves para la salud, y es por este motivo que las personas que sufren esta dolencia requieren de una serie de maniobras para cerrar su trompa y aliviar sus síntomas aunque sea momentáneamente. Algunas de estas maniobras consisten en agachar la cabeza, tumbarse (a veces hacia el lado opuesto de la trompa que está fallando), sentarse girando el cuello hacia la trompa que falla en ese momento, o apretar en el cuello la vena yugular del lado de la trompa afectada.
Debido a la gravedad de los síntomas que se padecen cuando la trompa falla y se queda abierta (trompa patulosa), así como las enfermedades que pueden surgir derivadas de tener la trompa abierta, las personas que sufren esta enfermedad están limitadas en muchas actividades básicas diarias, lo que supone una enorme reducción en su calidad de vida. Cualquier esfuerzo o actividad física, diversos sonidos, hablar, comer, diferentes posturas y posiciones del cuerpo y, en ocasiones, hasta respirar, pueden provocar el fallo de la trompa en personas con esta enfermedad, lo que constituye grandes limitaciones en la vida cotidiana de las personas afectadas por esta dolencia.
Actividades tan simples como salir a la calle y exponerse al ruido ambiente, caminar, desplazarse en coche incluso a distancias cortas, o los cambios de presión atmosférica, también pueden provocar en una persona con un defecto en la trompa de Eustaquio que esta falle y se quede abierta (patulosa). Incluso en algunas personas con esta rara afección, la trompa empeora a lo largo del día sin hacer nada, tan solo debido a la propia respiración normal. Es por esto que la persona afectada con esta dolencia tiene que estar realizando continuamente algunas de las maniobras anteriormente mencionadas, como tumbarse, para evitar los graves síntomas, consecuencias y enfermedades severas derivadas (como el colesteatoma) que puede acarrear el hecho de dejar la trompa abierta, lo que también implica un continuo impedimento y limitación en todas las actividades que la persona quiera realizar.

## Causas
En la actualidad no existe un consenso médico respecto al origen de esta rara enfermedad, no obstante se sostienen varias teorías que explicarían la causa de esta dolencia. A continuación se enumeran y se explican algunos de los posibles orígenes de esta afección que provoca que la trompa sea defectuosa y que pueda volverse patulosa en cualquier momento:
- Defecto cóncavo longitudinal en la válvula mucosa: Según algunos estudios clínicos, una de las posibles causas que provocan esta dolencia podría encontrase en un defecto cóncavo longitudinal en la válvula mucosa de la cara superior de la pared anterolateral del orificio de entrada de la trompa, lo cual provocaría un cierre anormal de dicha válvula mucosa debido a que la excesiva curvatura de la pared medial de la válvula genera una mayor abertura del lumen tubárico, es decir, la trompa no se cierra adecuadamente y queda en un estado de predisposición a un fallo mayor.[27]
- Reducción en el tamaño de la almohadilla de grasa de Ostmann: Otro de los posibles orígenes de esta enfermedad se encuentra en una pequeña zona de tejido adiposo junto a la trompa conocida como almohadilla de grasa de Ostmann, la cual es un tejido subcutáneo peritubárico. Esta almohadilla, cuando pierde volumen, no ejerce suficiente presión junto con los demás tejidos y músculos sobre la válvula de la trompa y esta no vuelve a cerrarse correctamente después de abrirse.[16]
- Exceso de rigidez de la zona cartilaginosa: Gracias también a diversos estudios clínicos se ha podido observar que existe un equilibrio inherente entre la capas central y periférica de la estructura cartilaginosa en una trompa de Eustaquio normal. Esta es consecuencia de la existencia del cartílago en condiciones de tensión controlada y esfuerzos entrelazados. Es por ello que la contribución del cartílago al funcionamiento eficiente de la trompa de Eustaquio depende de su estructura y, cuanto menos rígida sea la estructura cartilaginosa de la trompa, mejor será la capacidad de cerrado de esta, ya que al ser más flexible podrá retornar a la posición de cerrado con mayor eficacia.[27]
- Incapacidad del plexo venoso pterigoideo: El plexo venoso pterigoideo es un factor relevante en el mecanismo de cierre de la trompa de Eustaquio bajo condiciones que produzcan un incremento en la presión venosa en la cabeza, como durante una compresión del cuello o en algunos cambios posturales. Es relevante mencionar que también se ha observado que algunos pacientes sometidos a hemodiálisis han presentado síntomas sugerentes de trompa patulosa, especialmente con posterioridad al procedimiento de diálisis. Es por ello que se cree que un funcionamiento anómalo en este plexo venoso puede ser una de las causas de esta enfermedad.[28]
- Actividad contráctil anormal de los músculos peritubáricos: Cualquier alteración en el normal funcionamiento de los músculos peritubáricos, como una atrofia o una actividad contráctil anómala, puede provocar una abertura o cierre anormal de la trompa de Eustaquio. En este caso específico, lo más habitual es que el músculo tensor del velo palatino, el músculo elevador del velo palatino o incluso el músculo salpingofaríngeo tengan una tensión anormal que impide el cierre correcto de la trompa de Eustaquio.[16]
- Disfunción de la articulación temporomandibular y maloclusión: Como se comenta en el punto anterior, la alteración de los tejidos próximos a la trompa, así como las diferentes atrofias o hipertrofias en los distintos músculos peritubáricos debido a alteraciones del paladar, desórdenes en la mordida y anomalías craneofaciales entre otros, pueden provocar cambios en las tensiones de los músculos peritubáricos que impidan una abertura y cierre correctos de la trompa de Eustaquio.[14]
- Pérdida de volumen de la mucosa: La disminución o atrofia de la mucosa circundante de la trompa de Eustaquio, así como la pérdida de tejido blando en esta área, también son causas asociadas comúnmente a esta enfermedad. Esto se debe a que cuando la mucosa que rodea el orificio de entrada de la trompa sufre una disminución de su volumen, abarca menos espacio y, por tanto, puede provocar que la trompa quede patulosa. Enfermedades reumatológicas, alérgicas, e incluso el reflujo gastroesofágico y el reflujo laringofaríngeo son algunas de las dolencias que pueden causar esta atrofia en la mucosa y en los tejidos blandos de la trompa de Eustaquio.[29]
- Embarazo y estrógeno: Durante el embarazo el organismo de la mujer produce diferentes hormonas, entre ellas se encuentra el estrógeno, el cual tiene un pico de producción hacia el tercer trimestre del embarazo, y es a partir de ese periodo de gestación que algunas mujeres han padecido de trompa de Eustaquio patulosa. Esto ocurre debido a las alteraciones que provoca el aumento de estrógeno en la mucosa laríngea, gingival y nasal, lo cual compromete la funcionalidad de la válvula de la trompa de Eustaquio. Cabe mencionar, que el aumento de esta hormona en hombres, también puede provocar este mismo resultado, siendo los únicos casos relatados en la medicina los de hombres que se encontraban en tratamiento contra el cáncer de próstata, para lo cual estaban siendo sometidos a una terapia de estrógeno.[14]
- Otitis media: Estudios recientes han sugerido una asociación potencial entre la otitis media y un mayor riesgo de padecer de trompa de Eustaquio patulosa. Esto se debe a que la otitis media, caracterizada por la inflamación o infección del oído medio, puede provocar cambios estructurales dentro de la trompa de Eustaquio y los tejidos circundantes. Estos cambios pueden afectar al funcionamiento normal de la trompa, predisponiendo potencialmente a las personas al desarrollo de trompa de Eustaquio patulosa.[30]
- Trastornos neuromusculares: Cualquier alteración, atrofia, disminución de los tejidos circundantes de la trompa de Eustaquio, así como malformaciones o diferentes condiciones genéticas, pueden perturbar el normal funcionamiento de la trompa. Según diversos estudios clínicos algunos de estos trastornos incluyen: ictus, polio, enfermedad de la neurona motora, esclerosis múltiple y Parkinson.[31][2]

## Factores de riesgo
Las causas anteriormente mencionadas están consideradas como posibles explicaciones a que la trompa de Eustaquio pierda su capacidad para cerrarse correctamente. Es debido a estas causas que una trompa de Eustaquio puede volverse patulosa y, llegado a ese punto, hay diversos factores de riesgo que la pueden hacer fallar, quedándose parcialmente abierta o abierta por completo. Estos factores se enumeran a continuación:
- Pérdida de peso: La pérdida de peso en breve tiempo suele ser uno de los factores de riesgo más comunes en esta enfermedad. En ocasiones, hasta la pérdida relativamente rápida de tan solo 2,7 kg son suficientes para que una trompa de Eustaquio defectuosa pueda comenzar a fallar, siendo en este caso debido normalmente a la pérdida de material adiposo en la almohadilla de grasa de Ostmann, la cual reduce su tamaño por la pérdida de peso y, al ocupar un volumen menor junto a la lámina lateral, puede resultar en un cierre ineficiente de la válvula de la trompa de Eustaquio.[15]
- Actividad y esfuerzo físico: Hacer ejercicio moderado o leve, caminar, saltar, hacer estiramientos, levantamientos de peso, así como cualquier otro tipo de actividad física o movimientos repetitivos, provoca habitualmente el fallo en una trompa de Eustaquio defectuosa, volviéndola patulosa. Esto se debe a diferentes factores tales como la variación en la presión sanguínea, la variación en las tensiones musculares peritubáricas, el resecamiento de la mucosa nasal y nasofaríngea, y los cambios de presión del aire interno en la zona de la nasofaringe debidos a la variación en la respiración.[14]
- Hablar: En el caso del habla ocurre un efecto parecido al que se da en algunos tipos de actividad física, ya que durante la acción de hablar, la presión que ejerce el aire en la cavidad de la nasofaringe es suficiente como para hacer patulosa a una trompa de Eustaquio anormal. Esto, junto al factor de resequedad de la mucosa de la trompa que produce el habla, provoca que el simple hecho de respirar, así como de hablar, pueda inducir el fallo de la trompa de Eustaquio.[32]
- Comer: Durante la deglución de los alimentos entran en funcionamiento diversos músculos del paladar, entre ellos, el tensor del velo palatino y el elevador del velo palatino. Estos músculos son los principales encargados de abrir la válvula de la trompa de Eustaquio, sin embargo, en una trompa con algún tipo de defecto, esta acción puede suponer que en algunos momentos dicha válvula no vuelva a conseguir cerrarse apropiadamente, quedando abierta o parcialmente abierta y, por tanto, patulosa.[4]
- Rinitis y enfermedades alérgicas: Diversos tipos de rinitis, como la alérgica o la crónica, provocan una congestión e inflamación de la mucosa nasal y de los cornetes nasales. Ese desequilibro, junto a las secreciones y la inflamación, se extienden hacia la nasofaringe, lugar donde se halla el orificio de entrada la trompa, provocando unos desajustes y alteraciones en la válvula mucosa de la trompa que pueden provocar su fallo. También, en el caso de algunas alergias crónicas, la inflamación continuada provocada por estas alergias causa atrofia de la mucosa, la submucosa nasal, los senos paranasales y la propia trompa de Eustaquio.[33][34]
- Hipertrofia de cornetes: Cuando los cornetes nasales tienen un tamaño superior al normal, estos, debido a su volumen, bloquean el paso del aire tanto al inspirar como al exhalar. Esto produce una presión mayor en la nasofaringe, lo que a su vez provoca que la válvula de la trompa de Eustaquio tenga que soportar una presión mayor y que, por tanto, pueda fallar volviéndose patulosa.[35]
- Concentración, tensión, estrés y ansiedad: Estados de concentración y tensión como el trabajo, actividades simples como jugar a un videojuego, o situaciones de estrés y ansiedad que pueden darse en múltiples situaciones de la vida diaria, en general, todo ello puede afectar varios sistemas fisiológicos del cuerpo, incluidos los relacionados con los músculos y tejidos alrededor de la trompa de Eustaquio. Estos cambios, inducidos por el estrés en la tensión muscular alrededor de la trompa, pueden contribuir a la disfunción que se observa en el trastorno patuloso de la trompa de Eustaquio. Además, el estrés, la ansiedad y el nerviosismo también pueden tener efectos sobre el sistema nervioso autónomo, lo que puede influir de igual modo en el correcto funcionamiento de la trompa de Eustaquio.[2]
- Postura corporal: Se ha demostrado que la postura del cuerpo tiene efectos sobre la función de la trompa de Eustaquio, esto es debido principalmente a dos factores, en primer lugar, la compresión de la vena yugular y, por consiguiente, el aumento de la presión sanguínea del plexo venoso pterigoideo. Y en segundo lugar, la inflamación normal que se produce en determinados tejidos nasales con las diferentes posiciones del cuerpo. Esto provoca que un paciente con una trompa de Eustaquio deficiente, pueda sentir una empeora sintomatológica en múltiples posiciones comunes para personas sin esta enfermedad. Esto en muchas ocasiones lleva incluso al fallo de la trompa de Eustaquio, quedándose abierta o parcialmente abierta y, por tanto, patulosa.[36]
- Cambios de altitud: Viajar o desplazarse en vehículo o en avión genera una serie de drásticos cambios de presión en el oído medio. Estas alteraciones internas son equilibradas por la trompa de Eustaquio cuando entra en funcionamiento abriéndose y cerrándose. No obstante, en una trompa de Eustaquio con predisposición patulosa, en el momento en el que se abre para equilibrar las presiones internas y externas, puede mantenerse abierta y no volver a cerrarse. Es por eso que en este tipo de casos, el riesgo de que la trompa quede patulosa es muy alto ya que durante este tipo de desplazamientos suelen darse muchas variaciones en la presión atmosférica debido a los cambios de altitud.[37]
- Variaciones climáticas: Debido a la forma en la que la presión hace entrar en funcionamiento a la trompa de Eustaquio y al modo en el que la válvula de esta se ve afectada por los cambios en la humedad de la nasofaringe, se han realizado estudios en los que se demuestra que la trompa empeora según la estación del año así como debido a la humedad, la temperatura y la presión atmosférica.[38]
- Otros factores de riesgo: Además de los factores de riesgo mencionados anteriormente, se han relatado en diversos estudios clínicos otra serie de factores como posibles desencadenantes de un fallo en una trompa de Eustaquio con predisposición patulosa. Estos factores de riesgo son: uso de anticonceptivos orales, cicatrización en la nasofaringe, nerviosismo, fatiga, cansancio, reflujo gastroesofágico y reflujo laringofaríngeo.[39]

## Síntomas y complicaciones
Los síntomas de la trompa de Eustaquio patulosa así como la intensidad de estos varia en función de cada persona, siendo en la mayoría de los casos muy intensos y desesperantes. Cabe mencionar que estos síntomas se pueden sufrir con independencia del grado de abertura de la válvula de la trompa. Además, la mayoría de los síntomas de esta dolencia son fluctuantes y ambiguos. A continuación se listan los síntomas producidos por esta rara enfermedad:
- Autofonía: La autofonía es el primer y principal de los síntomas producidos por la trompa de Eustaquio patulosa. Se trata de un síntoma severo que provoca una fuerte resonancia y reverberación en el oído de los propios sonidos del cuerpo, de tal modo que una persona con autofonía escucha de forma fuerte, distorsionada y desagradable el sonido de su propia voz y, además, escucha también dentro de su oído de forma anormal y ampliada sonidos internos, como su propia respiración y los latidos de su corazón. Este síntoma supone graves distorsiones auditivas, lo que dificulta la comunicación efectiva y la comprensión de los sonidos externos y, además, suele conducir a dificultades en las interacciones sociales, el trabajo y las actividades diarias. Lidiar con un síntoma disruptivo como la autofonía suele causar estrés emocional, ansiedad e incluso depresión. La frustración y el aislamiento social que suele resultar de este severo síntoma acostumbra a afectar gravemente la salud mental de la persona. Es debido a estas graves alteraciones auditivas que este síntoma se considera incapacitante. Este síntoma ha sido recogido y calificado en diversos estudios clínicos como: irritante, desagradable, incapacitante y depresivo, conduciendo en ocasiones al suicidio.[41][13]

- Tinnitus y Tinnitus pulsátil: La trompa de Eustaquio patulosa, incluso en grados de abertura bajos, suele producir episodios de tinnitus que acostumbran a ser crónicos. Este síntoma produce una serie de ruidos y sonidos en el oído y/o en la cabeza perceptibles únicamente por la persona que lo padece y que, según la gravedad del caso, pueden provocar en el paciente efectos psicológicos graves tales como: ansiedad, estrés, depresión, dificultad en la concentración, aislamiento social, irritabilidad y problemas para dormir. Es por ello que el tinnitus, en los casos más persistentes, está fuertemente asociado con la depresión y suele contribuir a la ideación suicida.[42][43]
- Hiperacusia: La hiperacusia es una condición auditiva en la cual el paciente experimenta una sensibilidad excesiva a los sonidos cotidianos y a veces incluso a sonidos de baja intensidad. Las personas con hiperacusia perciben los sonidos como anormalmente fuertes, desagradables o dolorosos, lo que causa malestar, miedo, ansiedad y afecta negativamente a sus relaciones sociales y a su calidad de vida.[44][45]
- Hipoacusia: La hipoacusia es una condición auditiva debida a la cual se experimentan dificultades para oír sonidos en diferentes grados. Puede manifestarse en diversos niveles, desde una ligera dificultad para escuchar sonidos suaves hasta una pérdida auditiva profunda en la que resulta difícil oír incluso sonidos fuertes. La hipoacusia puede tener un impacto significativo en la vida de una persona, ya que puede dificultar la comunicación, la interacción social y el disfrute de actividades cotidianas. En combinación con otros síntomas de la trompa patulosa, la hipoacusia puede producir también un fuerte malestar acompañado de mareo, entumecimiento de la cara y la zona del oído, e incluso aumentar la intensidad del tinnitus de forma severa. Cabe mencionar que varios estudios clínicos han concluido que la hipoacusia lleva al aislamiento social y a crisis nerviosas.[46][47]
- Vértigo y mareo: La trompa de Eustaquio juega un papel crucial en la igualación de la presión del aire en ambos lados del tímpano, lo que ayuda a mantener una audición y un equilibrio adecuados. En personas que sufren de trompa de Eustaquio patulosa, esta función se ve seriamente comprometida, lo que provoca entre otros síntomas, vértigo, mareos y una sensación de desequilibrio. El vértigo se caracteriza por una sensación de giro o movimiento, como si la persona o su entorno giraran o se balancearan, incluso cuando están inmóviles. Los mareos, por otro lado, pueden referirse a una variedad de sensaciones, que incluyen aturdimiento, inestabilidad o una sensación de pérdida de equilibrio. Estos síntomas pueden ser extremadamente angustiosos e incapacitantes y, además, debido a la naturaleza repentina e impredecible de los episodios de vértigo y mareo en personas con trompa de Eustaquio patulosa, cuando estos síntomas aparecen, pueden afectar significativamente a la capacidad de una persona para pararse, caminar o realizar actividades que requieren un equilibrio constante, lo que lleva a las personas afectadas en un mayor riesgo de accidentes, como caídas y contusiones.[32][48]
- Algias: Debido a las graves alteraciones que produce la trompa patulosa en el oído medio, así como los episodios de inflamación y otras complicaciones derivadas que suele padecer la propia trompa debido a mantenerse abierta, una persona con esta enfermedad puede manifestar diversos dolores de distinta intensidad en varios lugares de la cabeza tales como: el cráneo, el cuello, la garganta, la cara y el oído. Además, estos dolores en ocasiones están acompañados de otras molestias, como sensación de ardor que irradia desde la trompa hasta la cara y sensación de entumecimiento en varios lugares de la cara y el oído.[49][23]
- Otros síntomas: Existen además varios síntomas adicionales asociados a la trompa de Eustaquio patulosa, entre los cuales se encuentran los siguientes: voz nasal, dificultad para hablar, nistagmo, debilidad y malestar general.[50]

Además de estos graves síntomas, mantener la trompa abierta suele provocar la aparición de otras afecciones y complicaciones derivadas del paso de aire, sonidos, fluidos y gérmenes hacia el interior del oído medio. Esas complicaciones se enumeran a continuación:
- Ototubaritis: Cuando la trompa de Eustaquio está patulosa y, por tanto, se mantiene abierta o parcialmente abierta, su inflamación debido a infecciones, irritación o la entrada de líquido, suele acontecer con más frecuencia y esto provoca una ototubaritis. En la mayoría de los casos, la ototubaritis puede llevar a síntomas como dolor de oído, pérdida temporal de audición, tinnitus y molestias al tragar o al bostezar.[51]
- Otitis Media con Efusión: Las personas con trompa de Eustaquio patulosa tienen más probabilidades de desarrollar otitis media con efusión. Esto se debe a que la trompa, al no cerrarse apropiadamente, no cumple con su función ventilatoria y de drenaje de líquidos del oído medio. Debido a esto, se produce una acumulación de líquido en el oído medio, lo cual puede provocar una infección. Los síntomas producidos por la otitis media con efusión son entre otros: dolor, pérdida de audición, tinnitus, problemas de equilibrio y sensación de oído tapado.[52]
- Colesteatoma: Debido a las graves alteraciones en el oído medio que provoca una trompa de Eustaquio patulosa, tales como la ototubaritis o la otitis, una persona con trompa patulosa puede desarrollar colesteatoma, la cual es una enfermedad degenerativa grave. El colesteatoma, en esencia, es un crecimiento anormal de tejido en el oído medio, generalmente en forma de quiste. Este tejido, al acumularse, suele ir erosionando los huesos del oído medio e incluso los de la base del cráneo, lo que provoca síntomas como: mareo, pérdida de audición, molestias y debilidad en los músculos faciales, tinnitus y trastornos del equilibrio. Además, conforme el tejido crece, puede dañar también el nervio facial e incluso extenderse hacia áreas vitales del cráneo, como la base del cerebro. Esto suele llevar a infecciones graves, como meningitis o abscesos cerebrales, lo que, en algunos casos extremos puede poner en peligro la vida de la persona.[53]
- Ansiedad, estrés y depresión: Se ha demostrado a través de diversos estudios clínicos que la mayoría de los pacientes con trompa de Eustaquio patulosa suelen estar psicológicamente afectados por los síntomas de esta enfermedad. En muchas ocasiones, como han podido relatar y constatar varios otorrinos a través de múltiples de sus estudios clínicos, las personas afectadas por esta dolencia sufren estrés, ansiedad, ira, angustia, miedo, etc.[17] Según estos estudios, los síntomas que padecen las personas con esta enfermedad son muy molestos e incapacitantes. Estos problemas, a su vez, generan dificultades en la concentración y en la atención, y provocan una marcada disminución en la calidad de vida.[54] En conjunto, esta presión psicológica lleva a la persona afectada por esta dolencia a la depresión y, en ocasiones, a los pensamientos suicidas.[16] Cabe mencionar que el alivio de la sintomatología o la resolución definitiva de esta enfermedad suele llevar a la disminución paralela de todos estos trastornos psicológicos.[54]
- Perforación del tímpano: Cuando la trompa de Eustaquio permanece abierta suele aumentar el riesgo de la rotura de la membrana timpánica. Esto se debe a que la válvula de la trompa, al mantenerse abierta, no regula las presiones y permite el paso del aire directamente hacia el oído medio. Esto a su vez provoca una presión anormalmente alta en ese espacio que presiona a la delicada membrana timpánica pudiendo romperla.[55]
- Otras alteraciones: Con el paso del tiempo, si los síntomas son persistentes, una persona afectada con trompa de Eustaquio patulosa puede desarrollar serias reacciones a sonidos anormales, diferentes o a otras alteraciones o cambios en los sonidos que le rodean, generando un miedo y una tensión debido a la imprevisibilidad constante de su experiencia auditiva, lo que continuamente da lugar a una ansiedad más importante y a unas mayores alteraciones emocionales en su vida diaria. La incertidumbre y el temor a cómo reaccionará su audición ante diversas situaciones cotidianas suele llevar a un aumento de la sensación de inseguridad y a un estado de hipervigilancia constante, lo que afecta seriamente su bienestar psicológico y su calidad de vida.[2]

Esta dolencia por tanto, lleva en muchas ocasiones a la incapacidad por la necesidad de paliar estos síntomas así como para evitar las severas complicaciones derivadas de mantener la trompa abierta. Es por este gran cúmulo de graves síntomas que esta enfermedad lleva a un enorme deterioro de la calidad de vida de la persona que la padece, llevándola en ocasiones a sufrir continuos episodios de ansiedad, estrés y depresión, y a necesitar de medicamentos adicionales, como ansiolíticos y antidepresivos para tratar las secuelas que produce esta dolencia.

## Comorbilidad
La comorbilidad, también conocida como morbilidad asociada, es una palabra o definición utilizada para describir dos o más trastornos o enfermedades que ocurren en la misma persona. Pueden darse al mismo tiempo o uno después del otro. La comorbilidad implica también que existe una interacción entre las dos enfermedades, pudiendo de este modo empeorar la evolución de ambas.
En el caso de la trompa de Eustaquio patulosa existen varias comorbilidades, siendo las principales la alergia ambiental, el reflujo laringofaríngeo y la autoinmunidad entre otros. Esto significa que, por ejemplo, una persona con alergias que provoquen procesos inflamatorios como la rinitis, que a su vez pueden afectar a la mucosa nasal, así como personas con reflujo que afecte también a la nasofaringe, pueden experimentar la aparición, complicación o agravamiento de los síntomas de la trompa patulosa debido a estas otras dolencias o condiciones médicas. Esto implica una complicación adicional tanto en el diagnóstico como en el tratamiento de la trompa patulosa, ya que hay múltiples factores que pueden dificultar aun más los ya de por sí serios síntomas que produce esta enfermedad.

## Diagnóstico

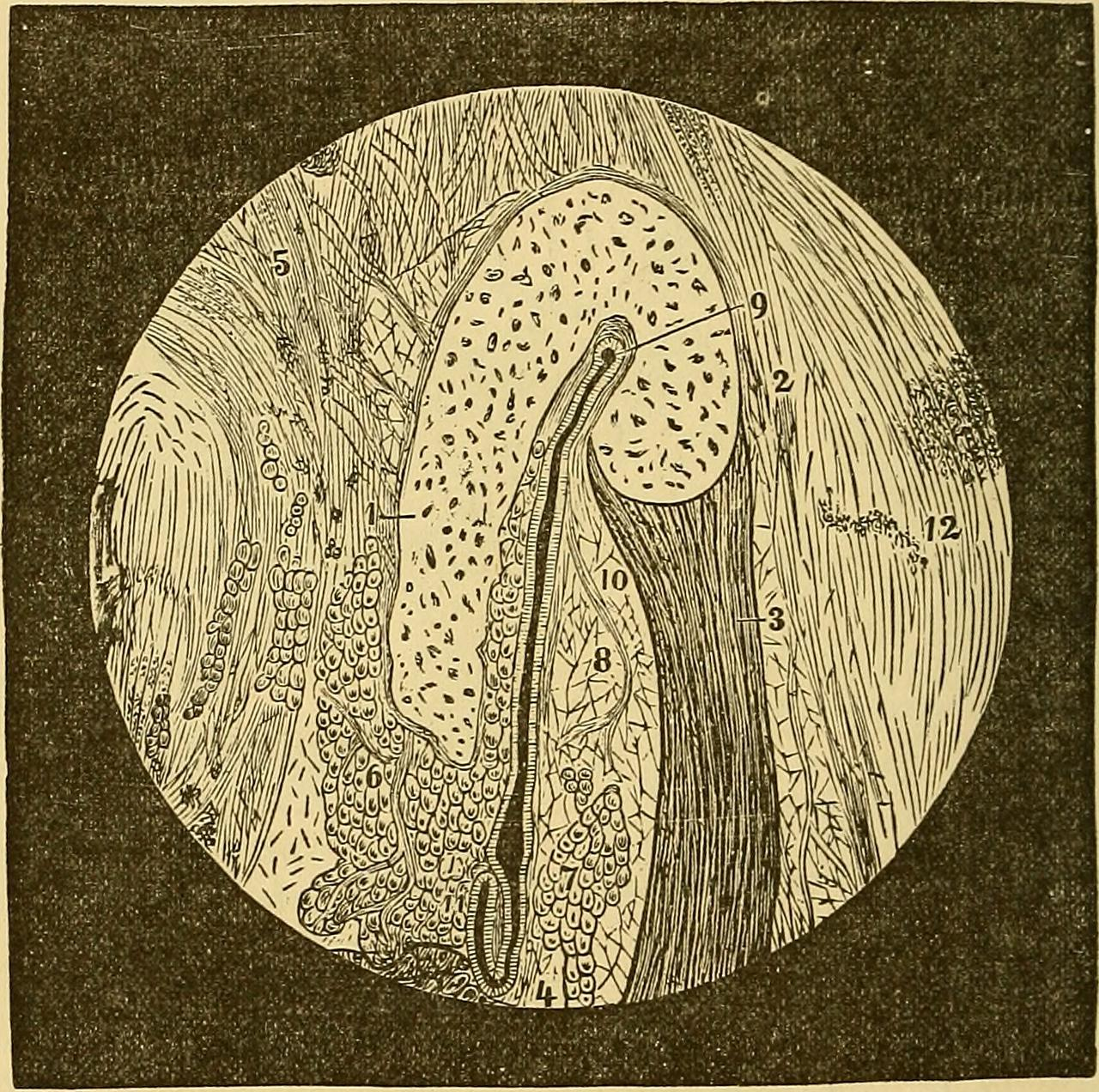
Sección transversal de la trompa de Eustaquio y partes circundantes.

Un paciente con la trompa de Eustaquio patulosa experimenta síntomas severos que lo llevan a buscar atención médica y, cuando tiene la posibilidad, a someterse a una cirugía, incluso si esta es aun experimental. Esta enfermedad, en muchas ocasiones puede pasarse por alto, restársele importancia o pensarse erróneamente que no tiene suficiente influencia en la calidad de vida de un paciente como para justificar esfuerzos para su identificación y corrección. Esto, unido al escaso conocimiento que existe sobre esta dolencia, provoca que en ocasiones el diagnóstico médico sea erróneo, confuso y, a veces, incluso con propuestas contrarias a las necesidades del paciente.
Para el diagnóstico, por tanto, se realiza en primer lugar una serie de preguntas sobre la sintomatología del paciente, prestando especial atención a la presencia de autofonía, ya que es el principal y más común síntoma de esta enfermedad. Posteriormente se acostumbra a realizar una endoscopia nasal para examinar directamente el orificio faríngeo de la trompa, es decir, la entrada de la trompa de Eustaquio. A partir de las imágenes visualizadas en directo por el médico, se puede observar el grado de abertura de la trompa y, si no está completamente cerrada, se diagnóstica como trompa de Eustaquio patulosa. Además, en algunas ocasiones se realiza también una otoscopia para observar la membrana timpánica y analizar si esta realiza movimientos sincrónicos con la respiración y, en caso de observarse estos movimientos, se solicita al paciente que intente realizar varias respiraciones exhalando el aire con fuerza por la nariz, de tal modo que si la trompa está abierta (patulosa), el aire accede por esta y sube hacia el oído medio y, posteriormente, llega hasta la membrana timpánica, la cual presiona con cierta intensidad, pudiendo observarse con el otoscopio como dicha membrana se mueve de forma más evidente, inflándose y curvándose con la presión del aire, moviéndose hacia dentro del oído en la inspiración y hacia fuera en la espiración.
Los diagnósticos adicionales pueden incluir audiometría y timpanometría con medición de disminución del reflejo, así como la anamnesis médica sobre la autofonía en el paciente y sobre los cambios en los síntomas que percibe con la posición de la cabeza hacia abajo o con una compresión del cuello.
Para el diagnóstico también se debe descartar, por sus síntomas similares, la presencia del síndrome de dehiscencia del canal semicircular superior (SDC), para lo cual se realiza una tomografía computarizada coronal ultrafina del oído.
Cabe mencionar, que debido a la rareza de esta enfermedad y al escaso número de pacientes que existen en el mundo, a principios de los años 2010 aun no existía un criterio establecido para el diagnóstico de esta dolencia y, en vista de estas circunstancias, el Comité de la Trompa de Eustaquio de la Sociedad Otológica de Japón (JOS) propuso los criterios de diagnóstico para la Trompa de Eustaquio patulosa finalmente en el año 2012.

## Tratamiento
En la actualidad no existe un tratamiento estándar, esto es debido en parte a que existe tan solo un pequeño grupo de personas que padecen esta enfermedad de manera crónica en todo el mundo, lo cual lleva a un nivel muy bajo de evidencias, siendo por tanto difícil sacar conclusiones sobre la efectividad de los tratamientos médicos y quirúrgicos. Además, por la complejidad estructural de la propia trompa, así como por el amplio abanico de síntomas o causas que puede tener esta enfermedad, su tratamiento satisfactorio resulta difícil. No obstante, a lo largo de las últimas décadas se han llevado a cabo diversos procedimientos quirúrgicos, sin embargo, los resultados obtenidos han sido inconsistentes y no exentos de complicaciones, dándose directamente en muchas ocasiones resultados adversos.
A continuación se muestran dos listas, una con los tratamientos conservadores no quirúrgicos, la cual incluye también medidas preventivas y maniobras típicas de los pacientes con trompa patulosa para paliar los síntomas, y otra lista con los tratamientos quirúrgicos que se han llevado a cabo hasta la fecha por distintos otorrinos de diferentes lugares del mundo.
-Tratamientos conservadores:
- Aumento de peso: En algunas personas se ha reportado una mejoría de la sintomatología de esta enfermedad tras unas semanas de aumento de peso. Se han relatado casos en los que algunos pacientes han sentido una mejoría moderada de algunos síntomas de la trompa patulosa con el incremento de apenas 2 o 3 kg en aproximadamente un mes.[62]
- Hidratación: La mucosa nasal, así como la de la propia válvula de la trompa de Eustaquio puede resecarse fácilmente al hablar, al respirar, al hacer ejercicio y en entornos calurosos que propicien la deshidratación. Es por ello que una correcta hidratación puede ayudar en algunos casos, ya que ayuda a mantener estas mucosas correctamente hidratadas, lo que permite un cierre más eficaz de la trompa de Eustaquio.[14]
- Evitar el uso de descongestivos y antihistamínicos: Los descongestivos, los antihistamínicos y las gotas y sprays nasales compuestos por esteroides o corticosteroides, pueden generar alteraciones en la mucosa nasal y en la mucosa de la trompa de Eustaquio, lo que en muchas ocasiones provoca una empeora de los síntomas. Algunos de los compuestos activos desaconsejados son los siguientes: fluticasone, budesonide, pseudoephedrine, phenylephrine, oxymetazoline y triamcinolone.[63]

- Tumbarse, agachar la cabeza o apretar el cuello: Una de las primeras y principales maniobras que realizan las personas con esta dolencia es agachar la cabeza colocándola a la altura de las rodillas o entre estas si están sentadas. Normalmente esta posición ayuda a aliviar los síntomas, sin embargo suele ser de forma leve o pasajera, con lo que las personas con esta afección suelen directamente tumbarse en posición horizontal. Tanto esta posición de decúbito supino como la de agachar la cabeza, tienen un efecto similar al de apretar la vena yugular del cuello, ya que, en esencia, con todas estas maniobras se aumenta la presión sanguínea del plexo venoso pterigoideo, lo que ayuda al cierre de la trompa de Eustaquio.[28]
- Sentarse girando la cabeza a un lado: Esta maniobra, también típica en las personas con la trompa de Eustaquio patulosa, consiste en sentarse con la cabeza girada hacia el lado de la trompa afectada y el cuerpo hacia el lado opuesto, provocando de este modo que la vena yugular esté más comprimida, lo cual genera un aumento de la presión sanguínea del plexo venoso pterigoideo, ayudando de este modo al cierre y estabilización de la válvula de la trompa de Eustaquio.[28]
- Reducir el consumo de cafeína y alcohol: Suele también recomendarse a los pacientes reducir o evitar el consumo de sustancias diuréticas tales como la cafeína y alcohol, ya que, precisamente por su efecto diurético en el organismo, producen una mayor deshidratación, lo que suele tener un efecto negativo en el funcionamiento de la trompa, provocando una mayor predisposición en una trompa defectuosa a ser patulosa.[64]
- Yoduro de potasio y ácido clorhídrico: En algunas ocasiones se prescribe a los pacientes la administración oral de una solución saturada de yoduro de potasio (10 gotas en un vaso de zumo de fruta tres veces al día) para inducir la hinchazón de la válvula mucosa de la trompa de Eustaquio, lo que provoca un cierre mayor de esta. También se ha demostrado que la medicación nasal que contiene ácido clorhídrico diluido, clorobutanol y alcohol bencílico es eficaz en algunos pacientes. No obstante, estos tratamientos, además de ser temporales, no están exentos de riesgos y en ocasiones podrían ser incluso contraproducentes.[64]
- Drenaje de la mucosidad: En algunos pacientes con trompa de Eustaquio patulosa que además sufren de algún tipo de dolencia congestiva, suele resultar útil drenar la mucosidad nasal para mejorar el flujo de aire entrante y saliente y evitar así un aumento de presión en la nasofaringe que pueda hacer fallar a una trompa con predisposición patulosa. Estas técnicas incluyen, por ejemplo, tumbarse y tragar mucosidad, ya que para las personas con una trompa de Eustaquio defectuosa, el acto de sonarse los mocos puede provocar el fallo de la trompa.[65]

Cabe mencionar que todas estas maniobras, hábitos y acciones, no solucionan la base del problema, tan solo alivian momentáneamente algunos de los síntomas de esta enfermedad, lo que provoca que el paciente se vea obligado a vivir en un estado de autocuidado continuo que interfiere con la capacidad de la persona afectada por esa dolencia para realizar casi cualquier actividad de la vida cotidiana de forma normal.

-Tratamientos con cirugía o cirugía ambulatoria:
- Miringotomía y tubo de drenaje: Los informes sobre la eficacia de la miringotomía con tubo de drenaje para el tratamiento de los síntomas de la trompa de Eustaquio patulosa no son especialmente buenos, sin embargo, no existen grandes series que demuestren su ineficacia. Esto, sumado a los múltiples casos en los que los resultados ofrecen un alivio ligero o moderado de los síntomas y a la naturaleza simple y reversible de la intervención, llevan a este tratamiento a ser una de las primeras opciones que los otorrinos recomiendan a sus pacientes.[66]
- Inyecciones de relleno permanente: Existen una serie de tratamientos basados en la inyección transnasal de sustancias tales como parafina, pasta de teflón o Gelita con glicerina, las cuales son directamente inyectadas en la mucosa alrededor del torus tubarius, en particular anterolateralmente. Sin embargo, estos procedimientos no están exentos de complicaciones, habiéndose descrito casos en los que se produjo de forma recurrente episodios de otitis media con efusión, y en otros casos incluso trombosis cerebral. Esto se debe a que la zona donde debe realizarse la inyección se encuentra muy próxima a la arteria carótida, pudiendo estas sustancias entrar al torrente sanguíneo si la inyección no se realiza de forma muy precisa. Además, también debido a la naturaleza de estas sustancias, como el teflón, se pueden llegar a producir granulomas parafaríngeos.[22]
- Inyección de agente de relleno para tejidos blandos "Vox-Implants": Vox-Implants es una inyección de un elastómero de polidimetilsiloxano suspendido en un hidrogel de polivinilpirrolidona, el cual fue diseñado para el aumento de las cuerdas vocales. Bajo esta premisa, este agente de relleno se inyecta directamente en el torus tubarius con la intención de hacerlo aumentar de volumen mejorando de este modo el cierre de la válvula de la trompa. A diferencia de las anteriores inyecciones y, según el fabricante, el portador de hidrogel de estas inyecciones se reemplaza por tejido corporal, dejando el implante en el lugar de la inyección.[3] Sin embargo, y dado el pequeño grupo de pacientes tratados hasta ahora, no se pueden hacer afirmaciones fiables sobre las tasas de éxito y las tasas de complicaciones de este procedimiento.[22]
- Inyecciones de relleno no permanente: A lo largo de los últimos años se han llevado a cabo diferentes ensayos clínicos en los que se ha experimentado con diferentes tipos de inyecciones de agente de relleno no permanente en la trompa de Eustaquio con el objetivo de mejorar su función de cierre. Entre las sustancias elegidas para este tipo de relleno no permanente se encuentran el colágeno,[67] el ácido hialurónico[40] y la toxina botulínica (bótox).[68] En el caso de este tipo de inyecciones, se requieren varias dosis de las mismas durante varias semanas y, además, el efecto desaparece transcurridos unos meses. Cabe mencionar que en los casos del colágeno y el ácido hialurónico la reacción que se busca es la de aumentar el volumen del orificio de entrada de la trompa, mientras que en el caso del bótox, la intención es paralizar ligeramente los músculos relacionados con la abertura de la trompa para evitar su abertura excesiva.
- Lipoinyección autóloga: Una lipoinyección consiste en extraer tejido adiposo mediante una liposucción de áreas del cuerpo donde se tiene exceso, para posteriormente ser filtrada e inyectada al paciente en el área que desea mejorar, en este caso, en la trompa de Eustaquio y, más específicamente en el torus tubarius de esta. De este modo, se produce un aumento en el volumen de dos porciones submucosas del torus tubarius, lo cual mejora el cierre de la trompa de Eustaquio. Este tratamiento no ha tenido complicaciones importantes y es relativamente sencillo de realizar, sin embargo, existen algunos riesgos, como por ejemplo provocar una obstrucción indeseada de la trompa. Además, debido al carácter reciente de esta opción de tratamiento, solo 8 personas han sido tratadas hasta la fecha, con lo que aun no existen datos de seguimiento a medio y largo plazo.[19]
- Plug Kobayashi: Este dispositivo se trata de un pequeño artefacto inmóvil hecho de silicona, el cual es insertado dentro de la porción ósea de la trompa de Eustaquio. Este "plug" tiene una longitud de 23 a 25 mm, y al introducirlo en la trompa, la bloquea, lo cual, aunque alivia ciertos síntomas como la autofonía, provoca la acumulación de líquido en el oído medio que no puede ser drenado porque la trompa permanece cerrada con este dispositivo. Es por este motivo que para esta intervención es precisa la colocación de tubos de drenaje en la membrana del tímpano para prevenir la efusión del oído medio.[69]
- Técnica de Inversión de la curvatura: Cuando se identifica un defecto cóncavo longitudinal en la válvula mucosa de la trompa de Eustaquio, se puede prescribir esta intervención, la cual consiste en una corrección de este defecto cóncavo o curvatura excesiva de la válvula mucosa de la cara superior de la lámina medial del torus tubarius de la trompa de Eustaquio. Este proceso quirúrgico consiste en la realización de una serie de cortes con láser sobre la lámina medial y el cartílago de la cara anterior de la lámina medial de la trompa. De este modo, el cartílago se dobla hacia estas incisiones, invirtiéndose y enderezándose de esta manera la curvatura de la lámina medial de la trompa y logrando el cierre normal de esta. Sin embargo, esta técnica acarrea una serie de riesgos quirúrgicos y, además, es de carácter experimental y no cuenta con suficientes datos de pacientes a medio y largo plazo que respalden su seguridad y eficacia.[27]
- Hamulotomía pterigoidea combinada con transposición o transección del tendón del músculo tensor del velo palatino: Esta técnica altamente invasiva consiste en la fractura del hamulus pterigoideo y en la transposición o transección del tendón del músculo tensor del velo palatino, es decir se aísla y se lleva el músculo hacia el lado opuesto del hamulus pterigoideo, de tal modo que dicho músculo pierde tensión, haciendo más fácil el cierre de la trompa de Eustaquio. No obstante, este método quirúrgico, también experimental, además de tener una baja tasa de éxito, implica además múltiples riesgos como la obstrucción total de la trompa de Eustaquio.[15][70]
- Reconstrucción de la trompa de Eustaquio: Este procedimiento, también altamente invasivo, consiste en la implantación de un injerto submucoso para restaurar la convexidad normal de la pared de la válvula de la trompa de Eustaquio, para lo cual se debe abrir un espacio a lo largo de la pared anterolateral del lumen tubárico hasta la válvula y, posteriormente, rellenarlo con un injerto de cartílago autólogo o con un implante AlloDerm, lo cual restaura la convexidad normal y la competencia de la válvula de la trompa de Eustaquio. Cabe mencionar nuevamente, que al igual que ocurre con las anteriores técnicas, al tratarse este de un procedimiento experimental e invasivo, conlleva serios riesgos quirúrgicos y complicaciones.[57]

## Desconocimiento y desinformación
Debido a la rareza de esta enfermedad, existe tan solo un pequeño número de fuentes médicas y científicas, así como de estudios clínicos, que aporten información veraz y detallada sobre esta dolencia. Esto genera una importante falta de datos generales, consensos médicos y estándares clínicos, lo que a su vez deriva en la propagación de informaciones inexactas, contradictorias o erróneas, especialmente a través de internet, lo que provoca confusión en torno a las causas, síntomas y tratamientos de esta afección.
La desinformación es un factor prominente en el panorama de la trompa de Eustaquio patulosa, habiéndose difundido a lo largo de los años una serie de afirmaciones contradictorias y erróneas sobre esta enfermedad en diversas plataformas en línea. De igual modo, en algunos sitios web, comunidades en línea y blogs, se pueden encontrar descripciones vagas y confusas sobre esta dolencia, a menudo sin tan siquiera citar fuentes médicas relevantes.
Así mismo, y aunque no en todos los casos, existe en general una importante falta de conocimiento sobre esta enfermedad entre los propios profesionales médicos, lo que en muchas ocasiones lleva a diagnósticos incorrectos o a la omisión de los síntomas y datos ofrecidos por el paciente, generando una situación de minimización de esta grave afección, lo que a su vez provoca una situación extremadamente compleja en el ámbito psicológico para la persona que sufre esta dolencia.
Todo esto genera un entorno en el que las personas luchan por acceder a datos precisos y válidos sobre la enfermedad que padecen, investigando por sí mismas hasta llegar en ocasiones incluso a un autodiagnóstico. No obstante esta situación genera un estrés y una tensión psicóloga adicional, ya que los pacientes tienen que esforzarse en demostrar a los médicos y a las personas que les rodean los problemas, los síntomas y las consecuencias de una enfermedad invisible a simple vista.